# Carrozzeria Ellena
Carrozzeria Ellena was een Italiaanse carrosseriebouwer uit Turijn die tussen 1957 en 1966 voornamelijk carrosserieën produceerde voor Fiat-modellen. Het bedrijf genoot internationale bekendheid door de productie van enkele speciale carrosserieën voor Ferrari.

## Geschiedenis

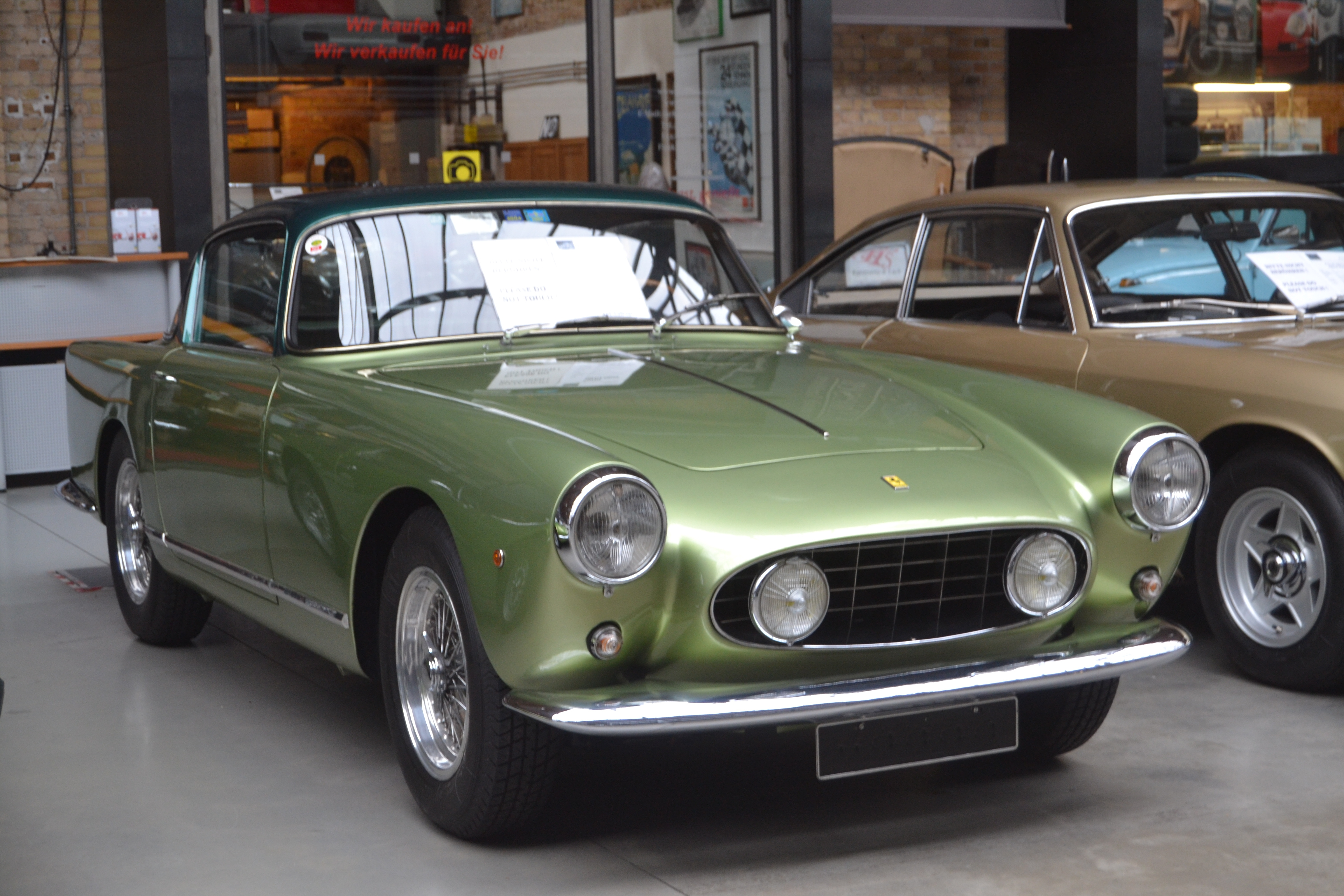
Ferrari 250 GT met Pininfarina-carrosserie

Carrozzeria Ellena was nauw verbonden met de Turijnse carrosseriebouwer Carrozzeria Boano. De oprichter, Mario Felice Boano, kreeg in 1954 de opdracht om de coupé-carrosserieën te bouwen die door Pininfarina ontworpen waren voor de Ferrari 250 GT. De reden voor het uitbesteden van deze productie was het feit dat Pininfarina nog niet over voldoende eigen productiecapaciteit beschikte.
Boano produceerde tot 1957 meer dan 60 carrosserieën voor de Ferrari 250 GT. In 1957 ging Mario Felice Boano aan de slag bij het Centro Sile van Fiat. Omdat Pininfarina op dat moment nog geen voldoende grote fabriek had en Buano zijn carrosseriebedrijf niet meer kon combineren met zijn werkzaamheden voor Fiat, droeg hij de productieorder voor de Ferrari-carrosserieën over aan zijn schoonzoon Ezio Ellena, die samen met Boano's medewerker Luciano Pollo zijn eigen carrosseriebedrijf oprichtte onder de naam Carrozzeria Ellena.
Ellena zette aanvankelijk de productie van de 250 GT-carrosserieën voort. Later verschoof de focus van het bedrijf naar het produceren van goedkopere speciale carrosserieën op basis van Fiat-chassis, maar Ellena kon in dit segment uiteindelijk geen vaste voet aan de grond krijgen. In 1966 staakte het bedrijf zijn activiteiten.

## Modellen

### Ferrari 250 GT Ellena

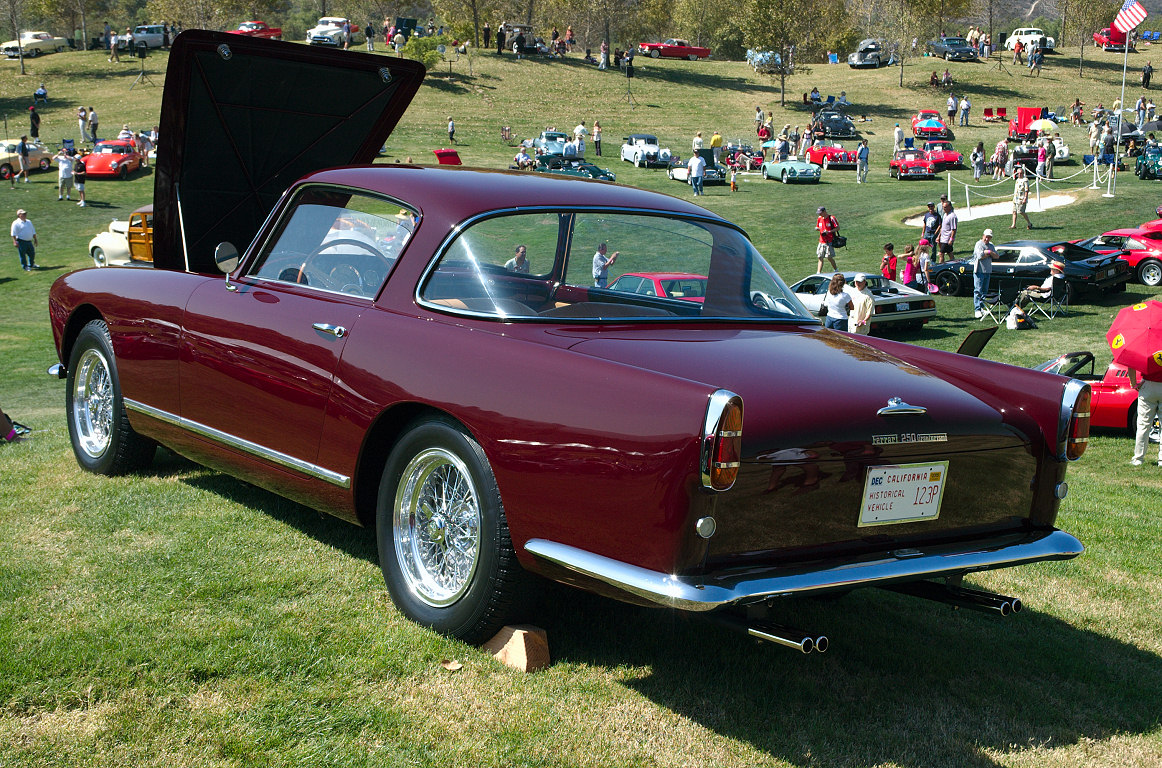
Ferrari 250 GT Ellena met de verhoogde daklijn

Ellena startte in de zomer van 1957 met de productie van de 250 GT-carrosserieën. Op een jaar tijd bouwde Ellena 49 exemplaren van dit type. Net als voorganger Boano volgde Ellena ook grotendeels de richtlijnen van Pininfarina. De eerste Ellena-carrosserieën waren volledig identiek aan de Boano-voorgangers. Daarna bracht Ellena een aantal subtiele wijzigingen aan, waaronder een verhoogde daklijn, het ontbreken van de knipperlichten op de zijschermen, een gewoon schakelpatroon en grotere remmen.
In de zomer van 1958 werd de fabriek van Pininfarina in Grugliasco opgeleverd, waarna Pininfarina de productie van de 250 GT zelf overnam.
De Ferrari-coupés die bekend staan als "250 GT Ellena" zijn klassiekers die tegenwoordig bijzonder gewild zijn en waarvoor zeer hoge prijzen betaald worden. In 2007 werd in de VS een 250 GT Ellena verkocht voor $449.000.

### Andere modellen
Nadat de productie van de 250 GT bij Ellena geëindigd was, bouwde het bedrijf voornamelijk speciale carrosserieën voor Fiat en Lancia, waaronder een kleine bestelwagen op basis van de Fiat 600 Multipla, die soms wordt beschreven als het grootste commerciële succes van Ellena. Daarnaast verschenen ook nog een luxe coupé gebaseerd op mechaniek van Fiat en in de jaren zestig een aantal spyders op basis van de Fiat 850 en de Abarth 1000.

## Ellena Autotrasformazioni
De naam Ellena wordt sinds 1996 gebruikt voor het nieuw opgerichte bedrijf Ellena Autotrasformazioni, dat op maat gemaakte lijkwagens bouwt. Er is geen verband met de eerdere Carrozzeria Ellena.